# Американска северна овесарка
Американската северна овесарка (Plectrophenax hyperboreus) е вид птица от семейство Calcariidae. Видът е почти застрашен от изчезване.

## Разпространение
Видът е разпространен в САЩ.